# ラッキィ・リップス
「ラッキィ・リップス」（Lucky Lips）は、1983年9月21日にリリースされた早見優の7枚目のシングル。

## 概要
表題曲は、デビューシングル「急いで!初恋」、2ndシングルの「Love Light」と同様に、早見本人が出演した資生堂 ″バスボン ヘアコロンシャンプー・リンス″ のCMソングとして使用された。

## 収録曲
2曲とも、作詞: 三浦徳子 / 作曲: 筒美京平 / 編曲: 大村雅朗
1. ラッキィ・リップス
2. 悲しい Too Many Rules